# Punta de la Clapissa
La Punta de la Clapissa és una muntanya de 1.026 metres que es troba al municipi d'Arnes, a la comarca de la Terra Alta.